# Bossekop UL
Bossekop UL (Noors:  Bossekop Ungdomslag) is een in 1912 opgerichte sportclub uit Bossekop, een stadsdeel van Alta, dat ligt in Noorwegens noordelijkste provincie, Finnmark. Voetbal is de voornaamste activiteit, maar de club heeft ook een schaatsafdeling.
De club speelt zijn wedstrijden in het Nornett-stadion. Bossekop speelde geruime tijd in de 2.divisjon, maar degradeerde in 2013. De grootste concurrent van BUL is Alta IF dat in 2013 kampioen werd.